# Trond Helge Torsvik

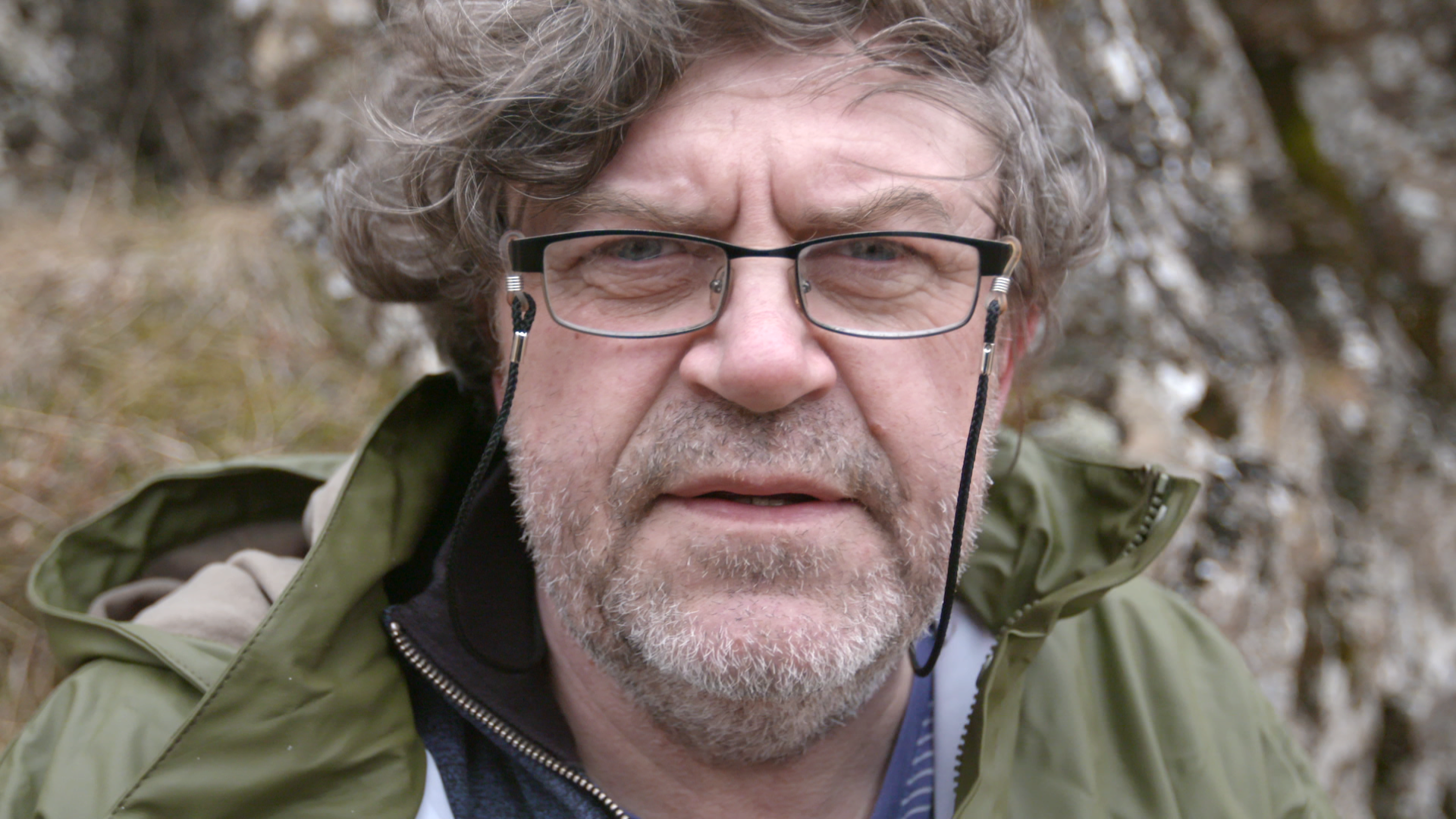
Trond H. Torsvik (2017)

Trond Helge Torsvik (* 12. Oktober 1957) ist ein norwegischer Geologe und Geophysiker.
Torsvik ist seit 2007 Professor am Centre of Physics of Geological Processes (PGP) der Universität Oslo. Er ist auch beim geologischen Dienst von Norwegen (NGU) und ab 2004 Adjunkt-Professor an der Witwatersrand-Universität.
1993/94 war er Gastwissenschaftler an der University of Michigan und von 1999 bis 2001 an der Universität Lund.
Torsvik wurde 1985 in Bergen in Geophysik promoviert und befasste sich anfangs mit Gesteinsmagnetismus und Paläomagnetismus. Bekannt ist er für die Rekonstruktion der Plattentektonik im Paläozoikum, wobei er paläontologische und paläomagnetische Untersuchungen verbindet und mit den britischen Paläontologen Stuart McKerrow und Robin Cocks zusammenarbeitete. Dabei interessieren ihn auch die der Plattentektonik zugrundeliegenden Mechanismen.
2015 erhielt er die Leopold-von-Buch-Plakette, 2016 die Arthur Holmes Medal der European Geosciences Union und 2024 die Wollaston-Medaille. Er ist Mitglied der Königlich Dänischen und der Norwegischen Akademie der Wissenschaften und der Academia Europaea (2005).

## Schriften
- mit M. A. Smethurst, J. G. Meert, R. Van der Voo, W. S. McKerrow: Continental break-up and collision in the Neoproterozoic and Palaeozoic—a tale of Baltica and Laurentia, Earth-Science Reviews, Band 40, 1996, S. 229–258
- mit M. A. Smethurst: Plate tectonic modelling: virtual reality with GMAP, Computers and Geosciences, Band 25, 1999, S. 395–402
- mit L. Robin M. Cocks: Earth geography from 500 to 400 million years ago: a faunal and palaeomagnetic review, Journal of the Geological Society, Band 159, 2002, S. 631–644
- mit Ebbe Hartz: Baltica upside down: A new plate tectonic model for Rodinia and the Iapetus Ocean, Geology, Band 30, 2002, S. 255–258
- mit J. G. Meert: The making and unmaking of a supercontinent: Rodinia revisited, Tectonophysics, Band 375, 2003, S. 261–288
- The Rodinia Jigsaw Puzzle, Science, Band 300, 2003, S. 1379–1381
- mit E. F. Rehnström: The Tornquist Sea and Baltica-Avalonia docking, Tectonophysics, Band 362, 2003, S. 67–82
- mit L. R. M. Cocks: Earth geography from 400 to 250 Ma: a palaeomagnetic, faunal and facies review, Journal of the Geological Society, Band 161, 2004, S. 555–572
- mit L. R. M. Cocks: Baltica from the late Precambrian to mid-Palaeozoic times: the gain and loss of a terrane's identity, Earth-Science Reviews, Band 72, 2005, S. 39–66
- mit K. Burke, L. R. M. Cocks, B. Steinberger: Longitude. Linking earth´s ancient surface to its deep interior, Earth and Planetary Science Letters, Band 276, 2008, S. 273–282
- mit K. Burke, B. Steinberger, S. C. Webb, L. D. Ashwal: Diamonds sourced from plumes from the core mantle boundary, Nature, Band 466, 15. Juli 2010
- mit R. Dietmar Müller, R. Van der Voo, B. Steinberg, C. Gaina: Global plate motion frames: toward a unified model, Reviews of Geophysics, Band 46, 2008
- mit L. R. M. Cocks: The palaezoic palaeogegraphy of central Gondwana, Geological Society Special Publ. 357, 2011, S. 137–166
- mit L. Robin M. Cocks: From Wegner until now: the development of our understanding of earth´s phanerozoic evolution, Geologica Belgica, Band 15, 2012, S. 181–192 (André Dumont Medal Lecture)
- mit M. Seton, R. D. Müller, S. Zahirovic, C. Gaina, G. Shephard: Global continental and ocean basin reconstructions since 200Ma, Earth-Science Reviews, Band 113, 2012, S. 212–270
- mit Matthew Domeier, Rob Van der Voo:  Paleomagnetism and Pangea: The Road to reconciliation, Tectonophysics, Band 514–517, 2012, S. 14–43
- mit Cocks u. a.: Phanerozoic polar wander, paleogeography and dynamics, Earth-Science Reviews, Band 114, 2012, s. 325–368